# Hans Bofinger
Hans Ulrich Bofinger (* 12. März 1912 in Stuttgart; † 26. Oktober 1946 in Goslar) war ein deutscher nationalsozialistischer Funktionär. Er war seit 1930 Mitglied der SA, trat zum 1. Juni 1930 der NSDAP bei (Mitgliedsnummer 247.616) und ab 1933 Mitglied der Hitlerjugend. Er war als Hauptbannführer der Hitler-Jugend Beauftragter des Reichsjugendführers im persönlichen Stab des Reichsbauernführers sowie kommissarischer Leiter der Landjugend-Abteilung beim Reichsnährstand.

## Leben
Er war der Sohn des Stabsarztes Hugo Bofinger (1876–1946), Diplom-Volkswirt und 1931 Hochschulgruppenführer des Nationalsozialistischen Deutschen Studentenbundes (NSDStB) in Berlin. Er heiratete 1939 Obergauführerin Christa Elfriede Cäcilie Nagel.
Hans Bofinger war in der Zentrale der Hitlerjugend tätig und dort Verbindungsmann zum Reichsnährstand. Der Reichsjugendführer Baldur von Schirach berief ihn in den Stab der Reichsjugendführung und Reichsbauernführer Walther Darré ernannt ihn als Oberbannführer der Hitlerjugend im Jahre 1935 zum kommissarischen Leiter der Abteilung Landjugend in seinem Verwaltungsamt. Für gewisse Zeit war Hans Bofinger in Personalunion zugleich Leiter des Hauptreferats Bauerntum in der Reichsjugendführung.
Später war Hans Bofinger als Gaustabsamtsleiter im Stab des Stellvertreters des Führers tätig und gegen Kriegsende für den Volkssturm zuständig.
Seinen Sitz hatte Hans Bofinger in Berlin W 35, Tiergartenstraße 2. Nach dem Ende des Zweiten Weltkrieges lebte er als Regierungsrat in Goslar.

## Schriften (Auswahl)
- Die Revolution hat erst begonnen. In: Wille und Macht 1 (1933), Heft Juli, S. 16–19.
- Kardinal Jaulhabers religiöse Wirtschaft. Ebenda.
- Die bäuerliche Kulturarbeit der Jugend. In: Die Spielschar, 1936, S. 17f.